# Jan Tomasz Seweryn Jasiński

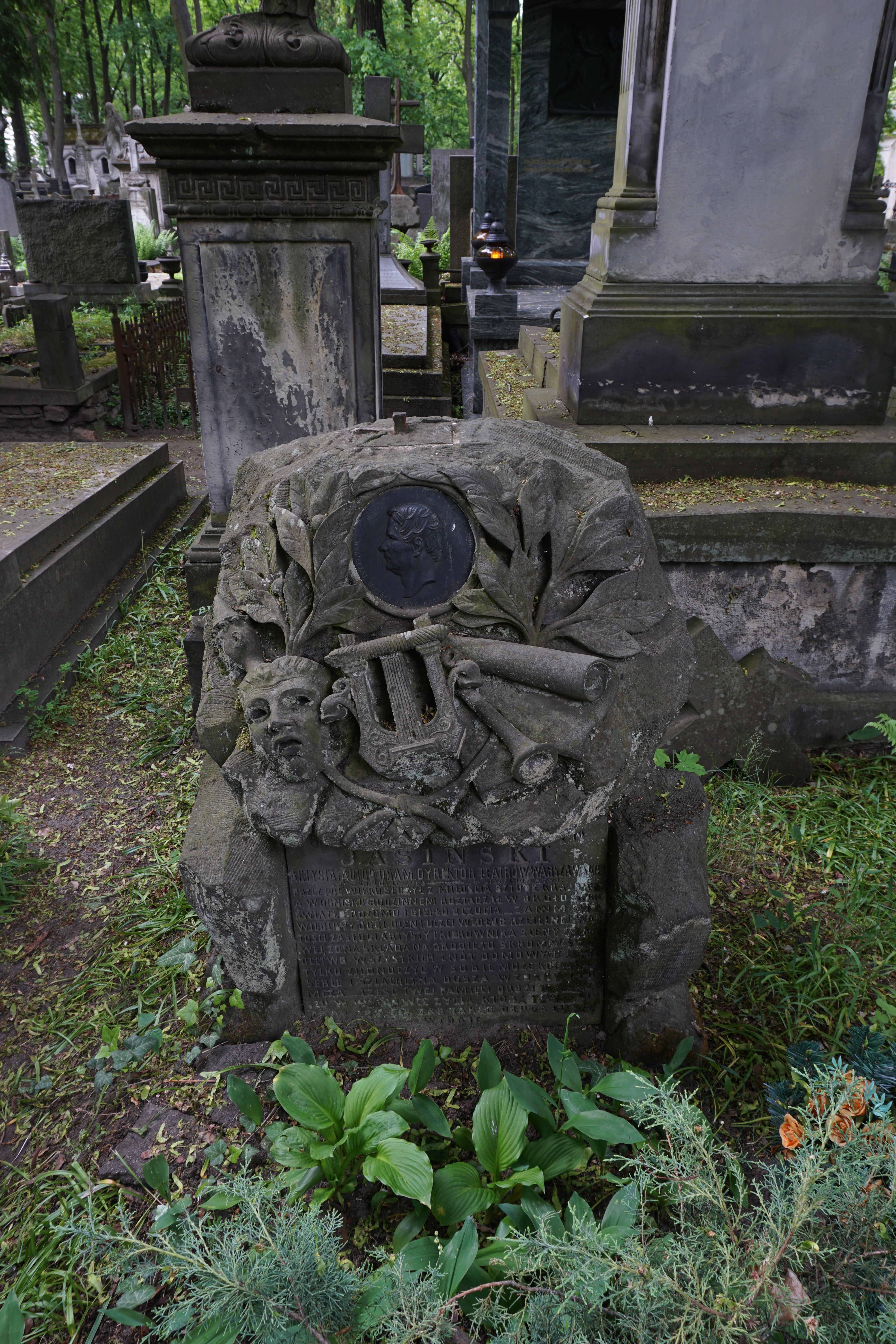
Grób Jana Tomasza Seweryna Jasińskiego na cmentarzu Powązkowskim

Jan Tomasz Seweryn Jasiński (ur. 8 grudnia 1806, Warszawa, zm. 14 stycznia 1879 tamże) – aktor, reżyser i dyrektor teatralny, pisarz, tłumacz, pedagog teatralny.

## Życiorys
Jasiński był synem Józefa i Anny z Duszyńskich. Uczęszczał do konwiktu pijarskiego na warszawskim Żoliborzu i do Liceum Warszawskiego, ale opuścił tę szkołę przed maturą. Mając lat 16 zapisał się do Konserwatorium Muzyki i Deklamacji, gdzie był uczniem Bonawentury Kudlicza. Po ukończeniu studiów w r. 1826 dostał angaż w Teatrze Narodowym, ale dawano mu tylko małe role, więc przeniósł się 3 lata później do nowo powstałego Teatru Rozmaitości, gdzie wkrótce wybił się grając głównie amantów i zdobył dużą popularność w stolicy. W ciągu 24 lat grał ok. 600 ról i pojawił się na scenie 5525 razy.
Jasiński był również uzdolnionym adaptatorem i tłumaczem dramatów i komedii – przetłumaczył lub zaadaptował ok. 234 sztuk pióra głównie autorów francuskich. Tworzył też samodzielnie, napisał 37 sztuk. Najpopularniejszymi z nich były komedia Jedna Chwila i krotochwila Nowy Rok. Pisał też bajki i opowiastki dla dzieci.
W roku 1842 przejął po mistrzu Kudliczu posadę reżysera dramatu i opery, rok później stanowisko nauczyciela w Szkole Dramatycznej. Odszedł ze sceny w roku 1850, rok później otrzymał wysokie i odpowiedzialne stanowisko dyrektora Warszawskich Teatrów Rządowych, którym pozostał do emerytury, do roku 1862. Jako emeryt piastował w sezonie 1865 – 1866 posadę kierownika artystycznego teatru w Krakowie, gdzie wylansował Helenę Modrzejewską, rozpoczynając światową karierę wielkiej aktorki. Wychował 350 adeptów i adeptek, z których około 200 osiągnęło popularność w stolicy i na prowincji.
Był żonaty, potomstwa nie miał. Pochowano go na warszawskich Powązkach (22, VI, 14/15).